# Тетерев, Борис Изидорович
Бори́с Изи́дорович Те́терев (лат. Boriss Teterevs, 5 ноября 1953, Рига — 21 сентября 2019) — латвийский предприниматель, меценат, кинопродюсер.

## Биография
Родился 5 ноября 1953 года в Риге.
С 1961 по 1971 учился в 10-й Рижской средней школе.
В 1975 году организовал движение «Лотос-медик» — летние трудовые отряды школьников, собиравшихся поступать в медицинский институт.
В 1980 году окончил медицинский факультет Рижского медицинского института.
С 1980 по 1989 год работал акушером-гинекологом в 4-й и 5-й Рижских больницах.
В конце 1980-х занялся предпринимательской деятельностью.
В 1993 году возглавил российское представительство латвийской компании Mūsa Motors, в 1994 году стал владельцем и президентом Musa Motors, которая являлась официальным дилером автомобилей Volvo, Jaguar, Land Rover, Renault, Mercedes, Chrysler, Jeep, Dodge, BMW, Mini и Rolls-Royce в России.
В 2008 году заключил договор с Inchape Group о продаже компании Musa Motors и занялся общественной деятельностью.
С 2009 года Борис Тетерев занимался кинопродюсированием. При его участии запущены в производство такие ленты, как «Standing Up», «Зимы не будет», «Тайна перевала Дятлова», «Мачете убивает», «Город грехов 2: Женщина, ради которой стоит убивать» и др.
В 2015 году Тетерев вошел в число членов влиятельного Мадридского клуба. Он был почётным доктором Рижского университета им. Страдыня, почётным членом Латвийской академии наук, Латвийской академии художеств и Латвийского университета.
21 сентября 2019 года скончался после тяжелой болезни.

## Награды
- 2010 год — за значимый вклад в сохранение культурного наследия Латвии награждён Благодарственной грамотой Кабинета министров Латвии.[4]
- 2011 год — меценаты Борис и Инара Тетеревы награждены Орденом Трёх Звёзд.[5]
- 2011 год — меценатам Борису и Инаре Тетеревым вручена премия Цицерона.
- 2011 год — Латвийская Национальная комиссия UNESCO, Государственная инспекция по защите культурных памятников Латвии и общество ICOMOS Latvija вручила награду за меценатство.
- 2011 год — Министерство образования и науки Латвийской Республики в рамках Европейского года, посвященного общественной работе, вручило Грамоту за работу в пользу общественности и за существенный вклад в развитие движения добровольческих общественных работ в Латвии.
- 2012 год — Меценаты Борис и Инара Тетеревы награждены премией года латвийского отделения Общества Данте Алигьери за вклад в сохранение культурного наследия Италии в Латвии.
- 2012 год — Меценатам Борису и Инаре Тетеревым вручена награда «Рижанин года 2012» за вклад в возрождение в Риге традиций благотворительности и меценатства культуры.[6]
- 2012 год — Рижский университет имени Страдыня присвоил звание Почётного доктора (Doctor honoris causa) Инаре Тетеревой и Борису Тетереву.[7]

## Общественная деятельность
С 1997 года семья меценатов Тетеревых активно поддерживала реконструкцию Рундальского дворца и при их финансовой помощи он был полностью восстановлен в первозданном виде.
В 2010 году Борис Тетерев вместе с супругой Инарой основали семейный благотворительный фонд. Цель фонда — поддерживать выдающиеся и общественно полезные благотворительные инициативы в Латвии и в других странах.
Фонд оказывает активную поддержку культуре Латвии — Рундальскому дворцу, Рижскому русскому театру имени Михаила Чехова, Латвийской музыкальной академии и др. В 2012 году меценаты Борис и Инара Тетеревы подарили музею «Рижская биржа» скульптуру Дмитрия Гутова «Гондола».
В рамках программы по совершенству высшего образования Фонд Бориса и Инары Тетеревых сотрудничает с Рижским университетом им. Страдыня, учредив стипендии мецената Бориса Тетерева в области медицины для студентов, гранты для поддержки научных исследований и Академии интеллигентности, а также разработав стратегический план (2012—2020) по развитию университета. В 2011 году Фонд учредил Премию года Латвийской Aкадемии художеств (лауреаты — художник Джемма Скулме, искусствовед Лайма Слава, художник Янис Авотиньш). В 2012 году в рамках программы по совершенству высшего образования разработан план стратегических действий Академии художеств. В 2012 году при поддержке Фонда Бориса и Инары Тетеревых создана Академия Латвийской Национальной оперы.
Фонд поддерживает организации по развитию сообществ, защите животных и помогает малоимущим людям.

## Международные культурные проекты
В 2015 году Борис и Инара Тетеревы организовали первую выставку классической живописи из зарубежных коллекций — «Очарование Прованса». Она представляла собой синтез искусства импрессионистов из различных музеев мира и латвийского искусства на темы Прованса. Организаторы проделали большую работу, чтобы привезти в Ригу шедевры из Франции, России, Белоруссии, Литвы.
Музей искусства импрессионистов d’Orsay предоставил на выставку следующие картины:
- «Терраса кафе на Монмартре» Винсента Ван Гога (холст / масло, 1886 г.),
- «Сенокос» Поля Гогена (холст/масло, 1888 г.) ,
- «Женевьев Бернхейм де Вийе» Огюста Ренуара (холст/масло, 1910 г.).

Центр Жоржа Помпиду отправил в Ригу работы Рауля Дюфи «Дама в розовом» (холст/масло, 1908 г.) и «Фонтан Ванса» (холст/масло, 1919—1921 гг.), а также позднюю работу Пабло Пикассо «Натюрморт со стеклянной бутылью» (холст/масло, 1959 г.).
Музей Пикассо в Антибе, выставляющий оставленные в дар этому курортному городу картины и рисунки, сделанные Пабло Пикасо в 1946 году, дал возможность познакомиться с рисунками, выполненными в сентябре 1946 года с интервалом в один день, — «Бюст фавна» и «Серая голова фавна», а также с изделиями из белой глины — блюдом, кувшином и женской фигуркой, расписанной всего несколькими линиями.
Московский Государственный музей изобразительных искусств им. А. С. Пушкина предоставил для экспозиции 3 картины:
- «Деревья Каси» Отона Фриеза (холст/масло, 1909 г.),
- «Весна в Провансе» Поля Синьяка (холст/масло, 1903 г.),
- «Море в Антеоре» Луи Валта (холст/масло, 1907 г.).

Национальный художественный музей М. К. Чюрлениса (Литва) обладает произведениями графики, которые и представил латвийским зрителям:
- «Завтрак на траве» Поля Сезанна (цветная литография),
- «Персиянка» Анри Матисса (литография, 1929 г.),
- «Нимфа» Рауля Дюфи (офорт, 1930 г.),
- офорты Огюста Ренуара «Пляж Берневала» (1892 г.) и «Купальщица» (1910 г.).

Из Минска в Ригу прибыли три работы Марка Шагала, которые «Белгазпромбанк» приобретел на аукционе «Сотбис» в 2013 году: «Часы в пылающем небе» (холст/масло, 1947—1950 гг.), «Зеленый пейзаж» (х/м, 1948—1959 гг.) и «Влюбленная пара» (картон/акварель/пастель, 1981 г.).
Латвийский Национальный художественный музей внес в вернисаж свою лепту — «Альпийскими розами» Отона Фриеза (холст/масло, 1930 г.), «Оливковыми деревьями» Огюста Шабо (холст/масло, до 1939 г.), а еще декоративным блюдом (роспись по фарфору, 1928 г.) и двумя изысканными пейзажами Ванса (холст/масло, 1929—1930 гг.) латвийской художницы Александры Бельцовой, жившей там в 1920-30-х годах. Своим искусством выставку дополнил наш современник, ректор Латвийской Академии художеств Алексей Наумов: «Сан-Тропе» и «Средиземное море» (холст/акрил, 2011 и 2014 годы).
С 25 марта по 16 июля 2017 года музей «Рижская биржа» принимал выставку шедевров из мадридского государственного музея изобразительного искусства «12 характеров Prado». Организация этого вернисажа—подарок меценатов Бориса и Инары Тетеревых к столетию Латвии.
Двенадцать предоставленных музеем женских портретов — это жемчужины коллекции Prado, посмотреть на которые специально приезжают в Мадрид миллионы людей. В Ригу привезены полотна художников XVI—XIX веков: Паоло Веронезе (1528—1588), Антониса Ван Дейка (1599—1641), Питера Пауля Рубенса (1577—1640), Бартоломео Эстебана Мурильо (1617—1682), Франциско Гойи (1746—1828). Мастера запечатлели характеры и идеалы женской красоты, свойственные их времени.
Куратор выставки, руководитель музея «Рижская биржа» Дайга Упениеце сообщила, что сама возможность привезти шедевры Прадо в Ригу и содержание столь масштабного проекта обсуждались на протяжении нескольких лет. Патронессой выставки стала экс-президент Латвии Вайра Вике-Фрейберга, президент Мадридского клуба (1999—2007).